# Ulf Timmermann
Ulf Timmermann (Berlín Este, 1 de noviembre de 1962) es un exatleta alemán especializado en el lanzamiento de peso. Consiguió superar en dos ocasiones la plusmarca mundial de lanzamiento de peso.